# Darwin Cerén
Darwin Cerén est un footballeur international salvadorien né le 31 décembre 1989 à Quezaltepeque. Il joue au poste de milieu de terrain au CD Águila.

## Biographie
Le 6 février 2014, Cerén rejoint le club du Orlando City SC en USL Pro avec un contrat lui confirmant qu'il poursuivra la saison suivante en MLS. Il est le troisième joueur engagé dans cette aventure. Après deux saisons en MLS, il est échangé aux Earthquakes de San Jose contre Matías Pérez García le 3 août 2016. Il évolue pendant une saison et demie aux Earthquakes avant de rejoindre le Dynamo de Houston le 19 janvier 2018 en échange de 175 000 dollars en allocation monétaire.

## Palmarès
Orlando City
- Vainqueur de la saison régulière de USL Pro en 2014 (Commissioner's Cup)